# Aratinga portorický
Aratinga portorický (Psittacara maugei) je vyhynulý druh papouška, který byl objeven na ostrově Mona v blízkosti Portorika.

## Popis
Papoušek byl podobný aratingovi zelenokřídlému (Psittacara chloropterus), kdysi byl považován za jeho poddruh (některé zdroje, jako IUCN, ho stále jako poddruh vedou). Jeho peří bylo světle zelené, s červenými znaky na obou křídlech. 

## Potrava a ekologie
Papoušek se živil především semeny, ovocem, ořechy a bobulemi. Mohl se také živit listovými pupeny a květy. Hnízdění probíhalo v dutých stromech, ve starých dutinách po datlech, anebo ve stromových termitištích. 

## Chování
Papoušek se choval velmi společensky, byl známý svým nepřetržitým hlasitým křikem. Ačkoli byl papoušek normálně ostražitý a vyhýbal se kontaktu s lidmi, při krmení se choval spíše krotce. Vzhledem k tomu, že se pták často živil plodinami na polích farmářů, jako byla např. kukuřice, přispívalo to k jeho nadměrnému lovu. 

## Příčina vyhynutí
Poslední exemplář papouška, který se nyní nachází v Přírodovědném muzeu v Chicagu, získal Willian Wayn Brown v roce 1882. Datum vyhynutí není dobře známo. V roce 1905 prý druh stále existoval, ale v roce 1950 byl již pokládán za vyhynulý. Hlavní příčinou jeho vyhynutí byl lidský lov, další příčinou mohlo být odlesňování ostrova.  
Americký ornitolog James Bond poznamenal, že papoušek se zdánlivě nebojí výstřelů, což ho činilo zvláště zranitelným vůči vybíjení. Bond také připisoval vyhynutí papouška velkému počtu lovců holubů, kteří přicestovali na ostrov Mona.

## Muzejní kusy
Ačkoli se předpokládá, že papoušek mohl žít také na Portoriku, všechny existující exempláře pocházejí pouze z ostrova Mona.
Existují tři exempláře. Jeden je v Přírodovědném muzeu v Chicagu, druhý je v Národním přírodovědném muzeu v nizozemském Leidenu a třetí je v Národním přírodovědném muzeu v Paříži.
Dochovalý exemplář v Národním přírodovědném muzeu v Paříži představuje holotyp.